# Дзіке
Дзіке (пол. Dzikie) — село в Польщі, у гміні Хорощ Білостоцького повіту Підляського воєводства.
Населення — 165 осіб (2011).
У 1975-1998 роках село належало до Білостоцького воєводства.

## Демографія
Демографічна структура станом на 31 березня 2011 року:
|          | Загалом | Допрацездатний вік | Працездатний вік | Постпрацездатний вік |
| -------- | ------- | ------------------ | ---------------- | -------------------- |
| Чоловіки | 79      | 17                 | 52               | 10                   |
| Жінки    | 86      | 14                 | 55               | 17                   |
| Разом    | 165     | 31                 | 107              | 27                   |